# Lanyu

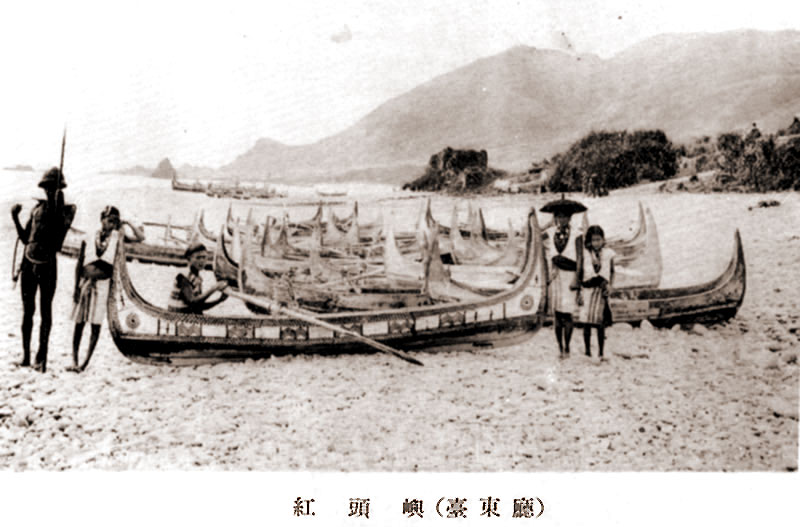
Gens de l'Île aux Orchidées, vers 1931.

Lanyu, également appelée l’île des Orchidées (chinois traditionnel : 蘭嶼 ; pinyin : Lán Yǔ ; POJ : Lân-sū ou Âng-thâu-sū ; yami : Ponso no Tao) est une île volcanique de 45 km2 au large de la côte sud-est de l'île de Taiwan et séparée de la province des Batanes des Philippines par le canal de Bashi du détroit de Luçon. Elle est administrée par le canton de Lanyu, qui appartient au comté de Taitung à Taiwan.

## Histoire et Toponymie
L'île est surnommée Ponso no Tao "Île du peuple" ou Irala par l'ethnie D'ao, un peuple qui a migré vers l’île à partir de l'archipel de Batan il y a 800 ans. Aux Philippines, elle est dénommée Botel Tobago.
Elle a été cartographiée pour la première fois sur des cartes japonaises sous le nom de Tabako-shima au début du XVIIe siècle et Tabaco Xima sur une carte française de 1654. Les Chinois, qui n’avaient aucun contact avec les habitants de l’île, l’appelèrent Ang-thau-su (chinois : 紅 頭嶼 ; pinyin : Hóngtóuyǔ ; Pe̍h-ōe-jī : Âng-thâu-sū ; Littéralement : "L'île à tête rouge"), d'où le nom de Kōtō-sho (紅 頭 嶼) pendant la colonisation japonaise. Le gouvernement japonais avait déclaré l’île "zone de recherche ethnologique limitée au public".
Le 19 janvier 1946, l'île fut renommée en commune Hongtouyu (chinois traditionnel : 紅頭嶼鄉 ; litt. « ile aux cheveux roux »). Le 24 novembre de cette même année, le nom fut encore changé en Lan Yu, ou Île des Orchidées, d'après l'espèce locale de Phalaenopsis. 
Un centre de stockage de déchets nucléaires sur Lanyu a été construit en 1982, sans consultation préalable avec les autochtones de l’île. Ce centre reçoit des déchets nucléaires des trois centrales nucléaires exploitées par l'entreprise d'État Taiwan Power Company (Taipower). Environ 100 000 barils de déchets nucléaires en provenance des trois centrales nucléaires en fonctionnement ont été entreposés dans le complexe de Lanyu. En 2002 et en 2012, des résidents locaux ont organisé de grandes manifestations, appelant Taipower à enlever les déchets nucléaires de l’île.

## Géographie
Il existe en réalité deux îles dites « des Orchidées » :
- la plus grande, qui possède huit sommets de plus de 400 mètres d'altitude, dont le plus élevé d'entre eux, le mont Hongtou Shan (紅 頭 山)  culminant à 552 mètres.
- une plus petite (Hsiao Lan Yü ; Pinyin : Xiao Lanyu ; « île Florano »), un îlot volcanique inhabité situé au sud-est de l'île principale (21° 56′ 59″ N, 121° 36′ 38″ E), et qui est le point le plus au sud du comté de Taitung. Il a servi de cible à des entraînements de combat aérien. C'est l'habitat naturel d'une espèce endémique d'orchidée en grave danger de disparition, Phalaenopsis equestris f. aurea.

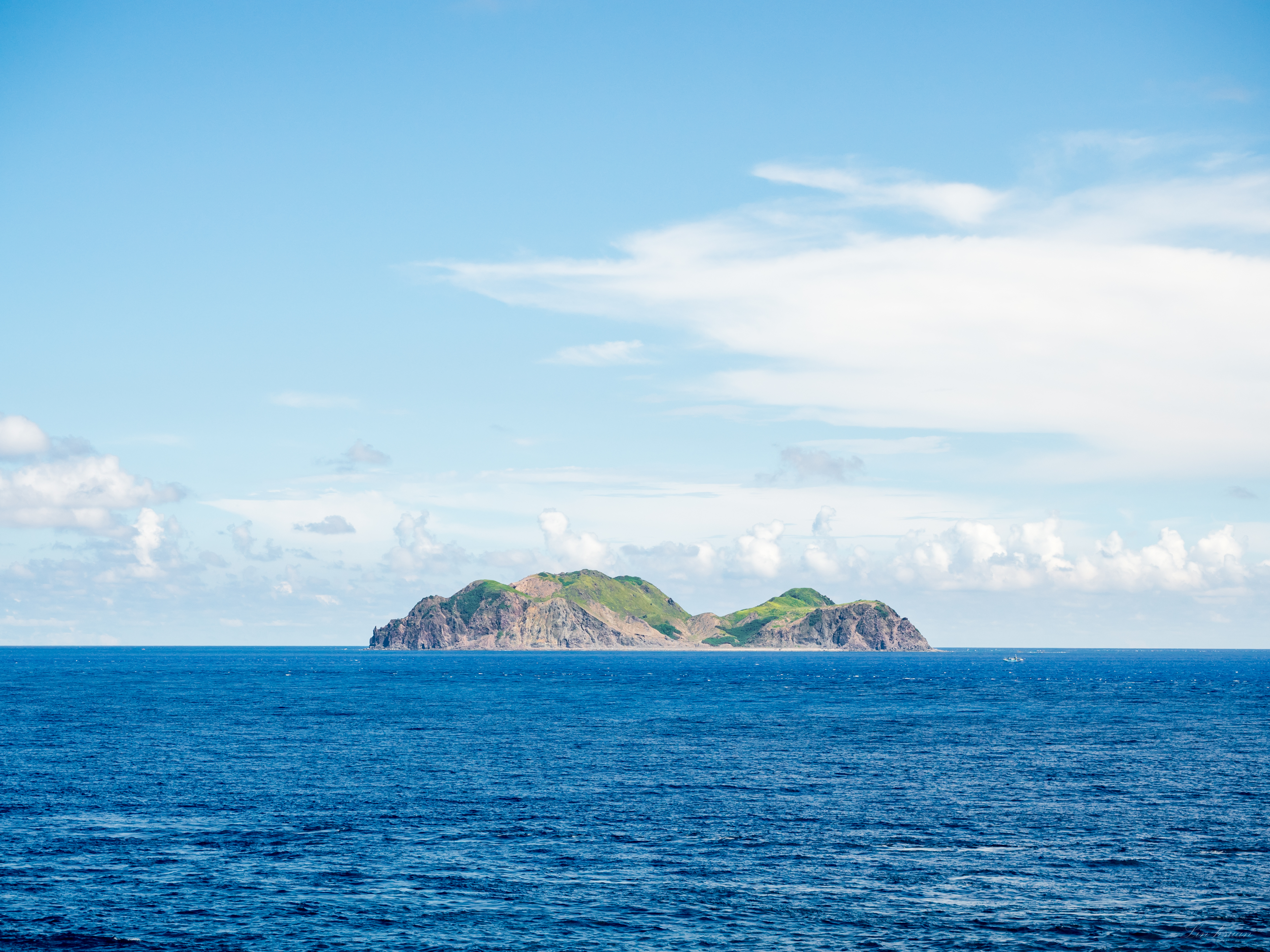
Vue sur l'île Florano

La géologie de ces îles est constituée de roche volcaniques telles que la tholéiite et l'andésite, ainsi que de fragments issus d'explosions volcaniques. Le volcan est entré en éruption au cours de la période du Miocène. Il fait partie de l'arc volcanique de Luçon.  Le magma a été formé par la subduction de la croûte océanique sous compression à environ 20 km de profondeur. La roche d’andésite contient de l’amphibole ou certains cristaux visibles de pyroxène. La géochimie de la roche montre qu'elle est riche en sodium, magnésium et en nickel, mais appauvri en fer, aluminium, potassium, titane et strontium.
Comme elle est située dans une zone tropicale, l'île connaît un climat chaud et pluvieux toute l'année, avec une humidité souvent supérieure à 90 %. Les précipitations, abondantes tout au long de l’année, refroidissent considérablement la température. Le climat de l'île est classé comme un climat de type mousson, influencé par le modèle du climat de la forêt tropicale humide de Koppen (Af), ayant des températures annuelles moyennes comprises entre 23 °C en montagne et 26 °C sur les régions côtières, l'une des plus élevées à Taïwan.
| Mois                                | jan.  | fév.  | mars | avril | mai   | juin  | jui.  | août  | sep.  | oct.  | nov. | déc.  | année   |
| ----------------------------------- | ----- | ----- | ---- | ----- | ----- | ----- | ----- | ----- | ----- | ----- | ---- | ----- | ------- |
| Température minimale moyenne (°C)   | 17    | 17,4  | 18,8 | 20,8  | 22,2  | 24,1  | 24,6  | 24,3  | 23,5  | 22,3  | 20,3 | 17,9  | 21,1    |
| Température moyenne (°C)            | 18,5  | 19    | 20,5 | 22,4  | 24,3  | 25,7  | 26,3  | 26,1  | 25,2  | 23,8  | 21,7 | 19,4  | 22,7    |
| Température maximale moyenne (°C)   | 20,7  | 21,4  | 23   | 24,9  | 26,7  | 27,8  | 28,6  | 28,5  | 27,6  | 25,9  | 23,8 | 21,4  | 25      |
| Ensoleillement (h)                  | 81    | 79    | 106  | 113   | 137   | 141   | 196   | 172   | 144   | 134   | 95   | 78    | 1 474   |
| Précipitations (mm)                 | 248,1 | 203,9 | 154  | 149   | 249,3 | 287,4 | 231,2 | 287,9 | 384,2 | 305,6 | 267  | 212,2 | 2 979,8 |
| Nombre de jours avec précipitations | 22    | 19    | 17   | 15    | 16    | 15    | 14    | 17    | 20    | 20    | 21   | 21    | 215     |
| Humidité relative (%)               | 86,3  | 88,3  | 88,6 | 90,2  | 90,3  | 92,1  | 91    | 90,8  | 90,3  | 87,3  | 86,6 | 84,9  | 88,9    |

## Faune et flore
L'île des Orchidées abrite de nombreuses espèces de plantes tropicales, partageant de nombreuses espèces avec l’Asie tropicale, mais aussi de nombreuses espèces endémiques : il existe 35 espèces de plantes qui n'existent nulle part ailleurs. Par exemple, Pinanga tashiroi est une espèce de palmier qui est unique dans l'île.
Les tortues marines effectuent des nids sur l’île, entourée de récifs coralliens. Quatre espèces de serpents de mer vivent dans les eaux environnantes de l’île. Des baleines à bosse sont des mammifères historiquement communs dans cette zone, et elles ont été observées de manière continue au cours des années 2000; ce qui a marqué le premier retour de ces espèces de cétacés dans les eaux taïwanaises depuis l'arrêt de la chasse à la baleine. Ces observations sont signalées presque chaque année, bien que les baleines ne séjournent moins longtemps que les années passées. Elles semblent plutôt être des animaux migrateurs.

## Démographie
La commune de Lanyu est habitée par 4 000 habitants, dont 2 400 d'entre eux appartiennent à l'ethnie Da'o (les autres habitants étant des hans), la plus petite des populations Aborigènes de Taïwan également appelée Yami et les 1 600 autres sont principalement des Han.
Les habitants sont pour la plupart des pêcheurs-agriculteurs.

## Subdivisions administratives

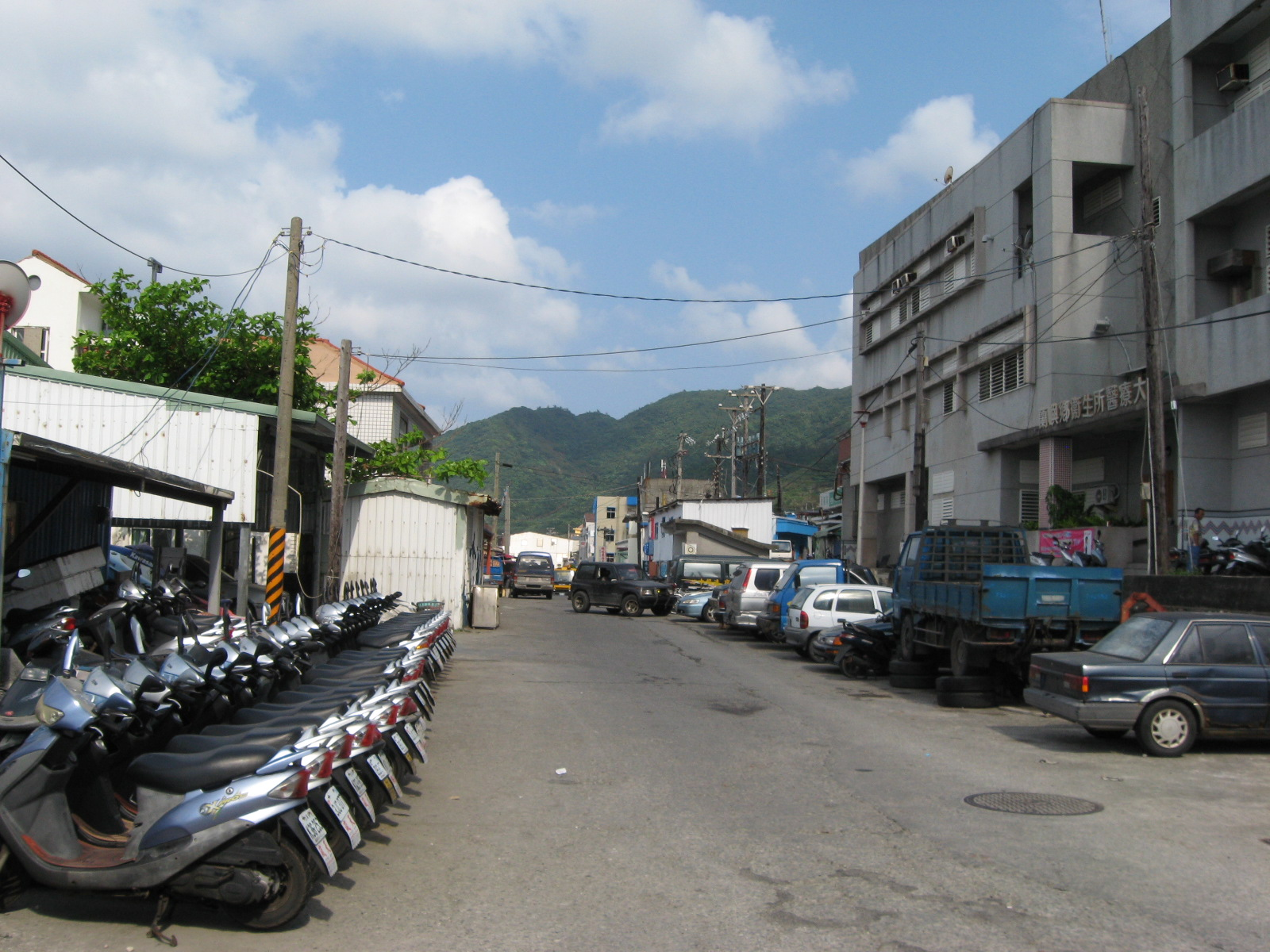
Rue principale du village de Imorod

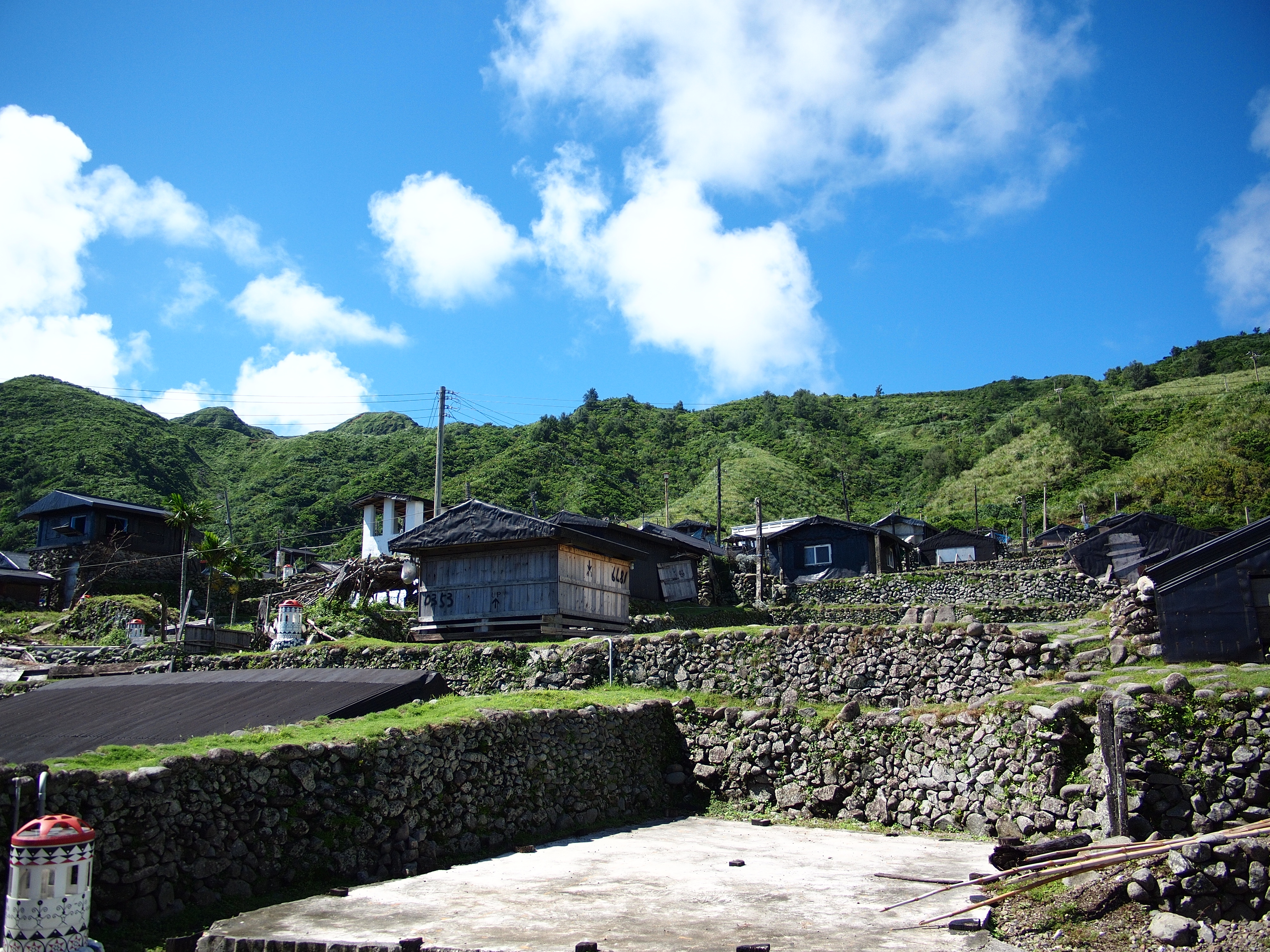
Village traditionnel Da'o

Les communautés villageoises (社) sont  (les astérisques indiquent les villages administratifs) (村) :
| Nom Yami  | Chinois         | Note                                       |
| --------- | --------------- | ------------------------------------------ |
| Yayu      | Yeyou (椰油)    | *                                          |
| Iraralay  | Langdou (朗島)  | *                                          |
| Iranumilk | Dongqing (東清) | *                                          |
| Ivarinu   | Yeyin (野銀)    | pas un village administratif               |
| Imourud   | Hongtou (紅頭)  | * siège de la commune                      |
| Iratai    | Yuren (漁人)    | incorporé au village d'Imourud depuis 1946 |
| Iwatas    | 伊瓦達斯        | incorporé à Yayu depuis 1940               |

## Économie

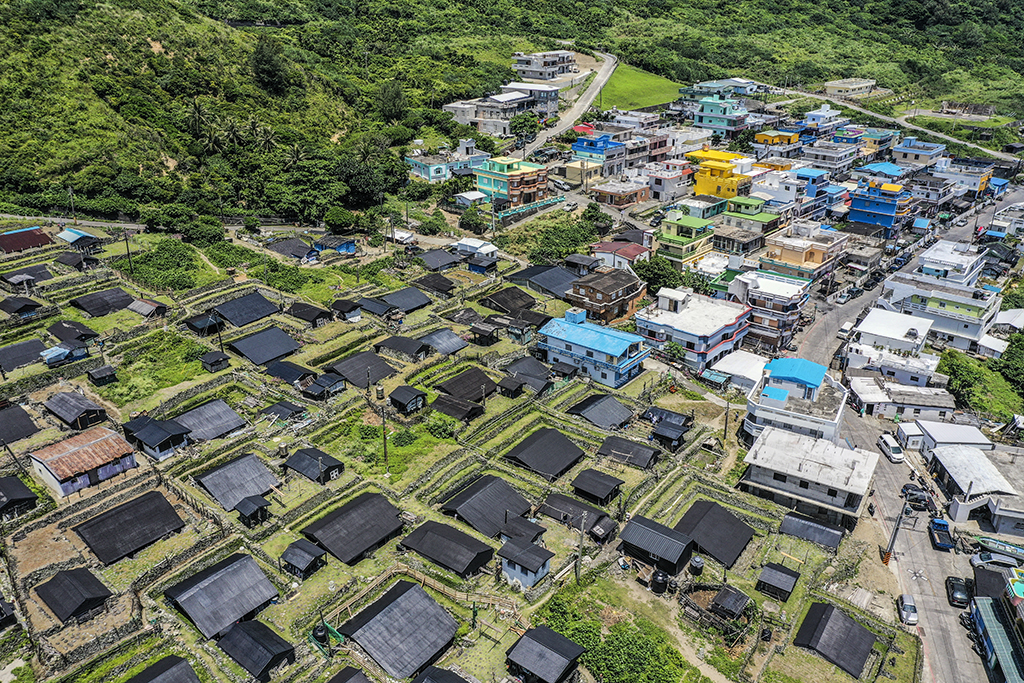
Habitat traditionnel et moderne sur l'ile Lanyu. Juin 2019.

Elle dépend de la pêche de poissons volants et de produits agricoles tels que le taro humide, l'igname et le millet.
Le 19 septembre 2014, la première superette 7-Eleven a été ouverte sur l'île. Au cours de la cérémonie d’ouverture, le maire de la commune a dit que ce magasin pourrait offrir des avantages aux résidents locaux tels que la collecte des impôts et des redevances.

## Énergie

### Déchets nucléaires

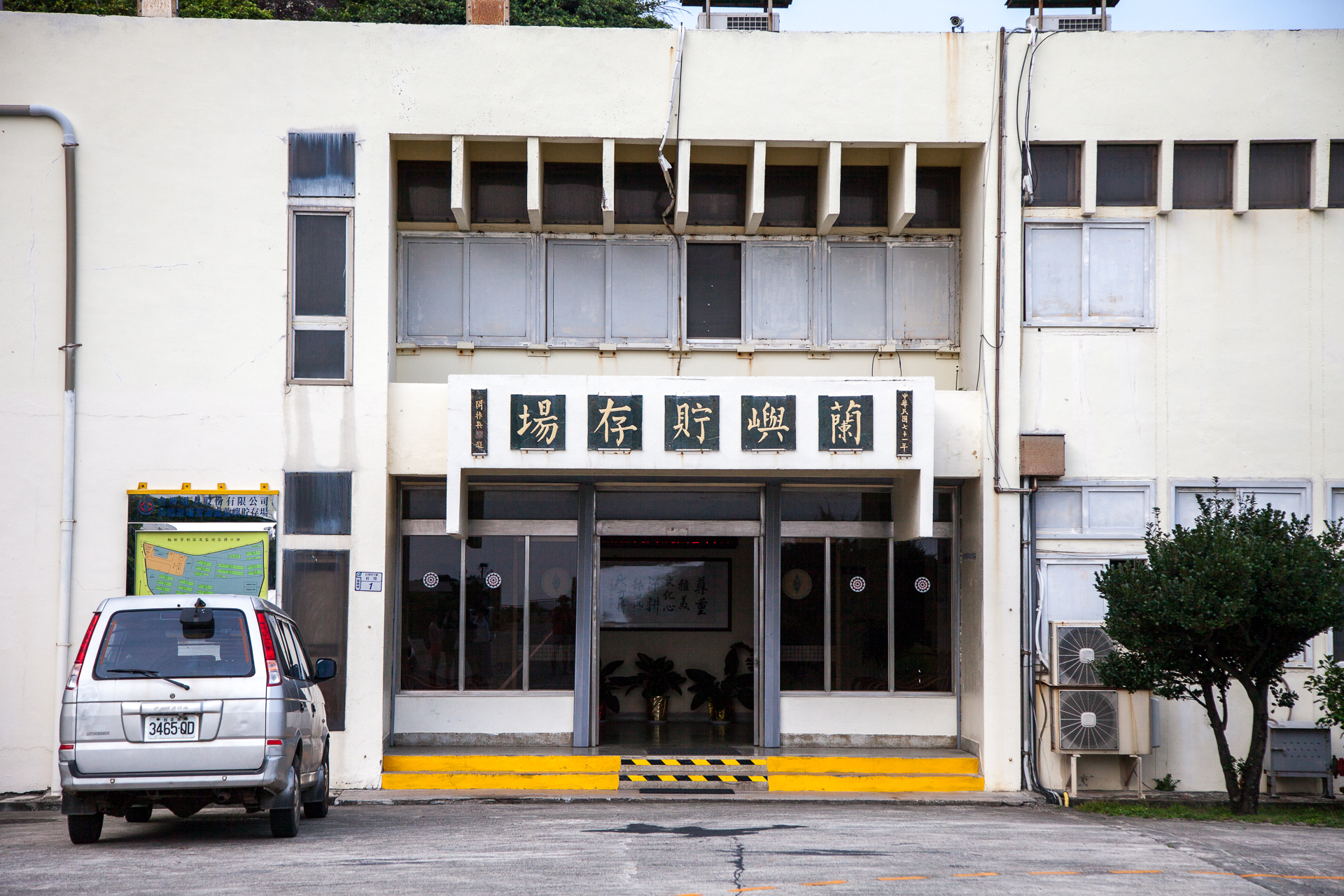
Centre d'entreposage de déchets nucléaires de Lanyu

Le centre d'entreposage de déchets nucléaires de Lanyu a été construit à l’extrémité sud de l’île en 1982. Il reçoit les déchets de trois centrales nucléaires de Taïwan exploitées par l'entreprise d'État Taiwan Power Company (Taipower). Cependant, les habitants de l’île n’ont pas décidé du lieu de l’installation de ce centre. 
En 2002, environ 2 000 manifestants, dont de nombreux autochtones Aborigènes, des écoliers et des lycéens, se sont rassemblés devant le centre d'entreposage, appelant Taipower à enlever les déchets nucléaires de l’île. Ils protestaient également contre l’incapacité du gouvernement à tenir sa promesse d'enlever 100 000 barils de déchets à faible teneur nucléaire de leur île à la fin de l'année 2002. Des hommes politiques Aborigènes ont bloqué avec succès les procédures législatives en vue de l'installation de ce centre cette année-là pour montrer leur appui aux manifestants. Dans un souci d’apaisement des inquiétudes concernant les questions de sécurité, Taipower s’est engagé à reconditionner l'entreposage des déchets dans la mesure où barils de fer utilisés se sont rouillés au contact de l’air humide et salé de l’île. L'entreprise a exploré depuis des années des moyens pour le transport maritime de déchets nucléaires en vue d'un entreposage définitif, mais les projets d'entreposage de déchets dans une mine de charbon désaffectée en Corée du Nord ont rencontré de vives protestations de la part de la Corée du Sud et du Japon en raison d'intérêts portants sur la sécurité et l'environnement, tandis qu'ils ont été fortement freinés en Russie ou en Chine par des facteurs politiques. Taipower « tente de convaincre les insulaires de prolonger de neuf ans le contrat d'entreposage en échange d’une somme de 200 millions de dollars taïwanais (environ 5,69 millions d'€) ».
Après des années de protestations de la part des habitants de l'île, de nouvelles inquiétudes ont été exprimées à propos du centre, après la catastrophe nucléaire de Fukushima au Japon en 2011. En effet, un rapport publié en novembre 2011 a déclaré qu'une fuite radioactive avait été détectée à l’extérieur de la centrale, et ceci s'est ajouté aux préoccupations des résidents. En février 2012, des centaines d’Aborigènes D'ao vivant sur Lanyu ont organisé une manifestation à l’extérieur du centre d'entreposage de déchets nucléaires, exigeant Taipower à enlever dès que possible les déchets nucléaires de l’île. Chang Hai-yu, un pasteur d'une église locale, a déclaré : « c’est une tragédie que des enfants Tao naissent dans un environnement chargé de radiations ». Le maire de la commune de Lanyu, Chiang To-li, lui aussi « a exhorté Taipower d'enlever les déchets nucléaires de l’île dès que possible ».
En mars 2012, environ 2 000 personnes ont organisé une manifestation anti-nucléaire à Taipei, la capitale de Taïwan, après le séisme et le tsunami qui frappa le Japon un an auparavant. Des dizaines de manifestants autochtones " ont exigé le retrait de 100 000 barils de déchets nucléaires entreposés sur l’île. Les autorités n’ont pas réussi à trouver un site d'entreposage de remplacement alors qu'une conscience du danger nucléaire s'est accrue durant la dernière décennie »,.

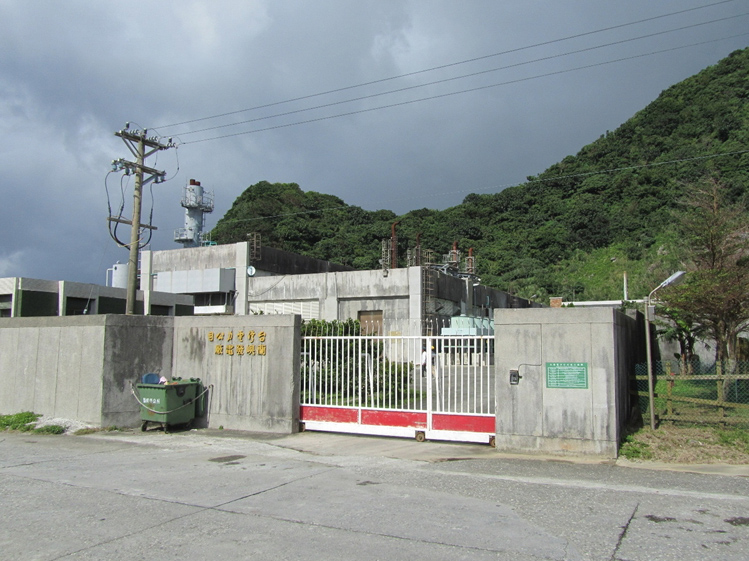
Centrale électrique de Lanyu

### Production d'électricité
L'île abrite sa seule installation de production d'électricité : une centrale au combustible. Mis en service en 1982, elle a une capacité installée totale de 6,5 MW appartenant et exploité par Taipower. Conformément à l'article 14 de la loi sur le Développement des îles d'outre-mer, les ménages résidents de l'île bénéficient de l'électricité gratuite. Cette situation résultait de la politique préférentielle accordée pour les résidents de l’île en raison de la construction du centre d'entreposage sur l’île en 1982.
La gratuité de l'électricité explique que la consommation de celle-ci s'avère généralement beaucoup plus élevée sur l'île que dans les autres régions de Taïwan. En 2011, la consommation annuelle moyenne d'électricité par ménage à Lanyu s'élevait à 6 522 kWh contre 3 654 kWh à Taïwan, soit près du double.
En 2002, Taipower a fourni à l'île l'équivalent de 6,35 millions de dollars taïwanais (180 000 €) en électricité et, en 2011, ce montant passa à 24,39 millions de dollars taïwanais (690 000 €). En raison de ces abus présumés, les membres du Yuan de contrôle ont exigé l'établissement d'une enquête sur les subventions accordées à L'île de Lanyu en 2012.

## Lieux d'intérêts touristiques
- Musée culturel du poisson volant de Lanyu
- Phare de Lanyu

## Accès
L’île est accessible par voie maritime ou aérienne. Daily Air est la seule compagnie aérienne qui offre des vols à partir de l’île de Taiwan par l’intermédiaire de l'aéroport de Taitung jusqu'à l'aérodrome de Lanyu-île des Orchidées. Le vol dure une demi-heure et la fréquence journalière dépend des conditions météorologiques. 
Il est possible d'effectuer toute l'année des traversées en ferry vers l’île à partir du port de pêche de Fugang, tandis qu'il existe une liaison avec le port de Houbibu à Kenting durant l’été. 

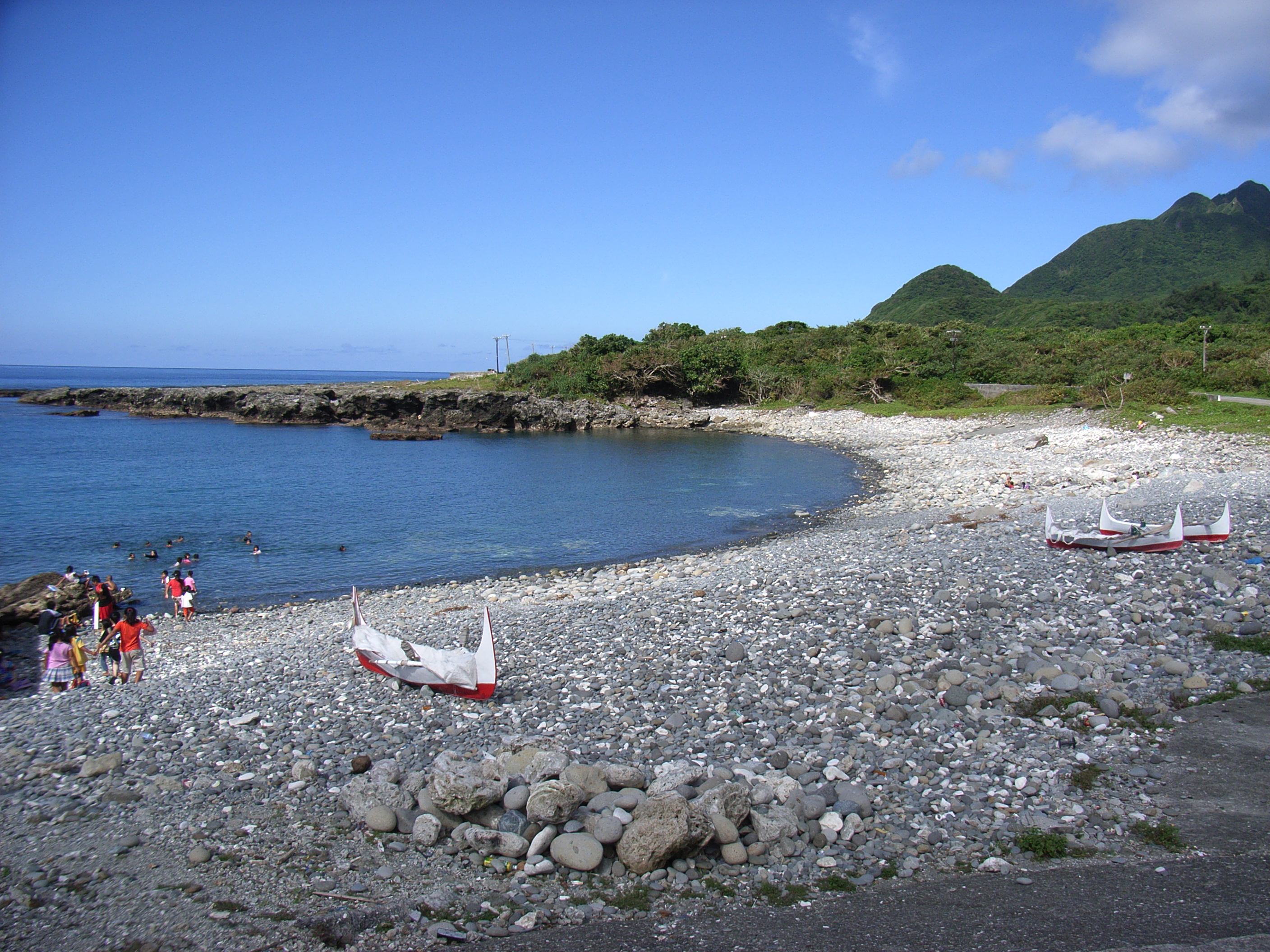
Plage de Langdao

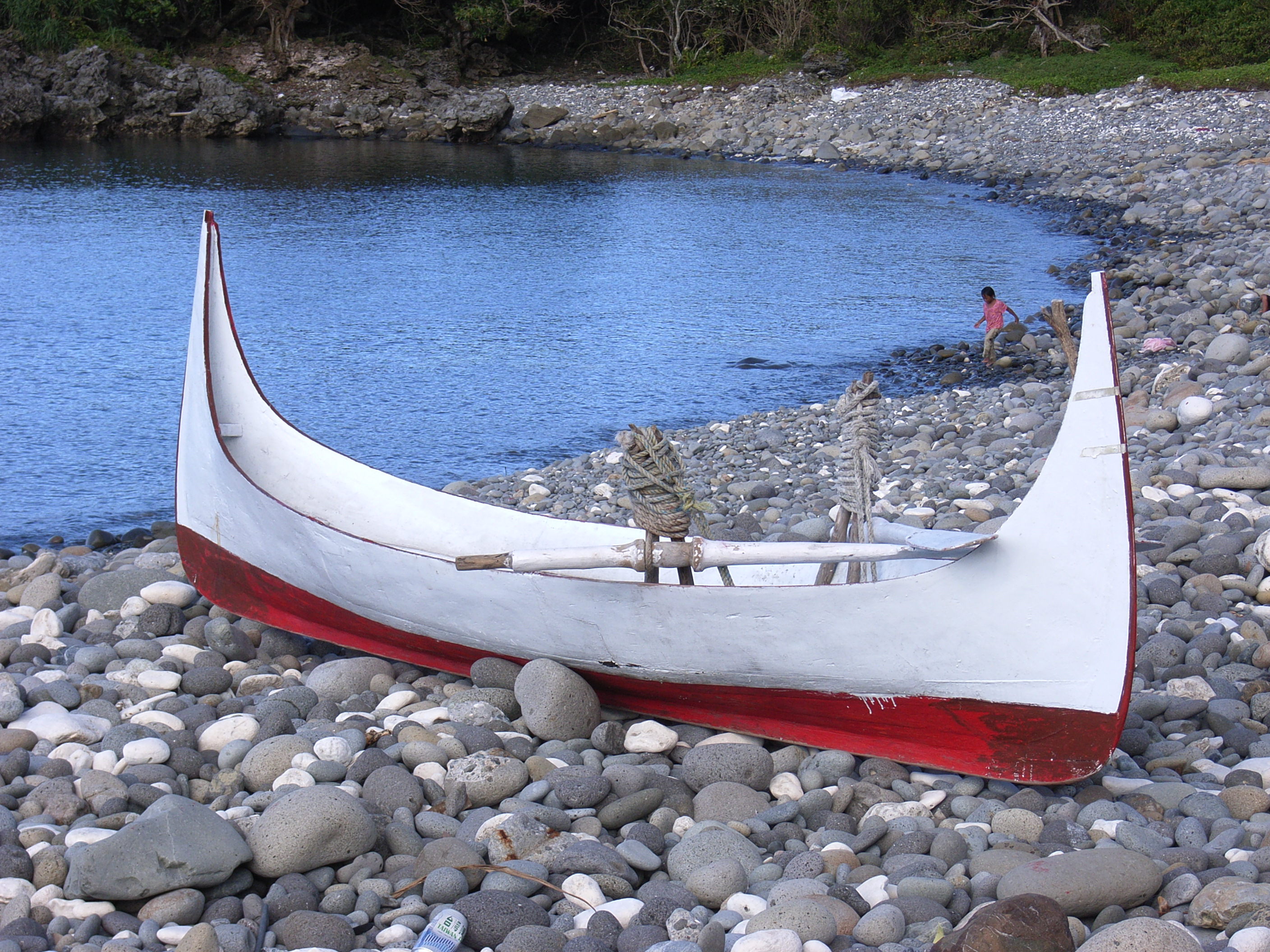
Canöe traditionnel